# 圣尼古拉希腊正教堂

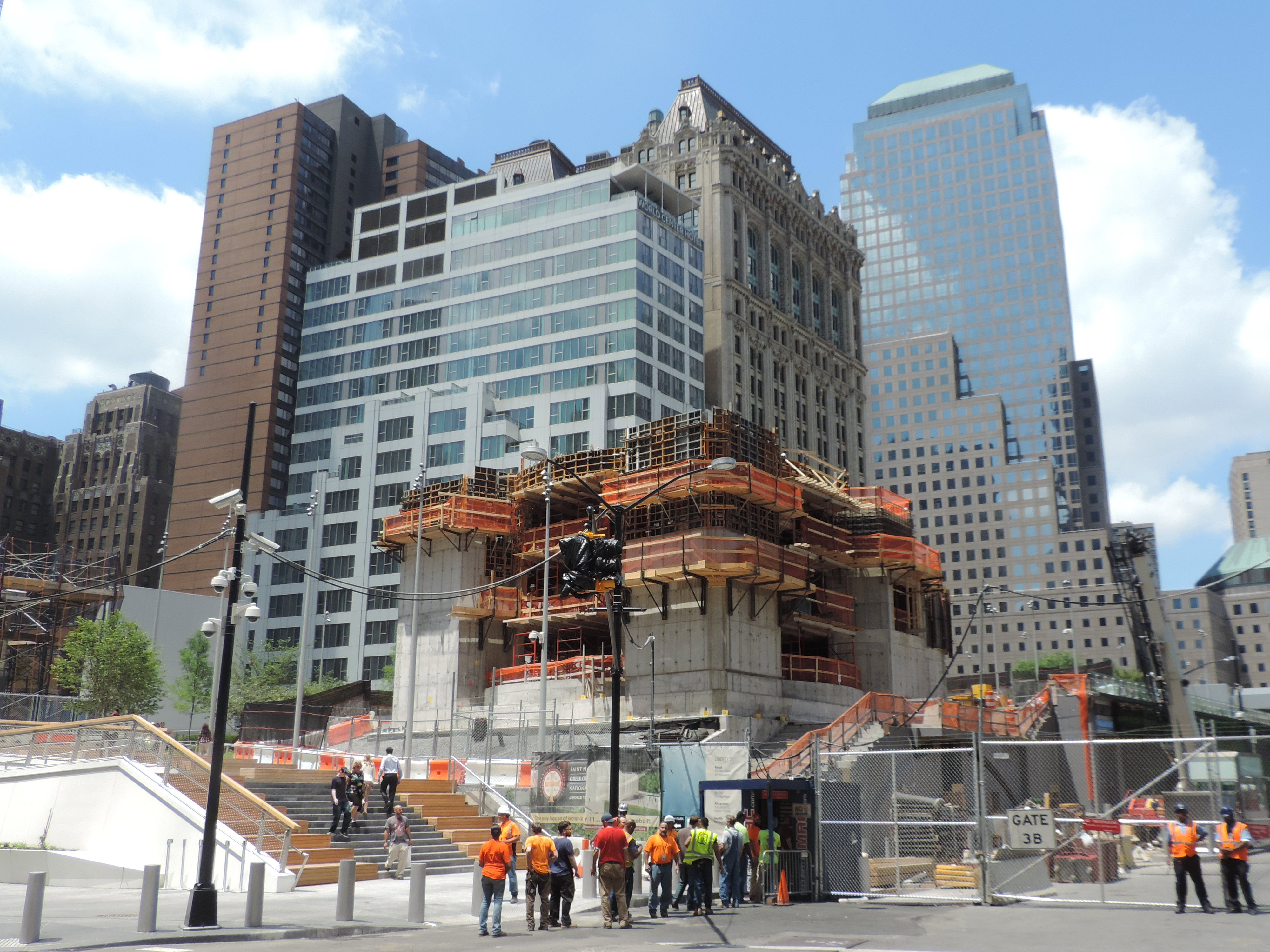
建造中的教堂，2016年

圣尼古拉希腊正教堂及国家朝圣地（St. Nicholas Greek Orthodox Church and National Shrine）是美國一座东正教教堂，作为纽约州纽约市曼哈顿新的世界贸易中心的一部分。它是由纽约与新泽西港務局开发，雇用建筑师圣地亚哥·卡拉特拉瓦。他还设计了世界貿易中心交通枢纽。
该堂在2022年开放，俯瞰九一一国家纪念博物馆。它的穹顶灵感来自伊斯坦堡世界著名的拜占庭教堂科拉教堂。
根据其官方网站，“破坏世界贸易中心和圣尼古拉教堂的恐怖袭击影响了我们全国和全世界 — 圣尼古拉欢迎所有人，是为所有人的祷告所。”
它将取代原来柏树街155号的希腊正教会圣尼古拉堂，該堂在九一一袭击事件中世界贸易中心南塔倒塌时被壓毀，是袭击事件中世界贸易中心以外唯一完全毀壞的建筑物。